# Der Doktor und das liebe Vieh (Fernsehserie, 2020)
 Der Doktor und das liebe Vieh (Originaltitel All Creatures Great and Small, in wörtlicher Übersetzung Alle Geschöpfe groß und klein) ist der Titel einer Neuverfilmung der BBC-Fernsehserie Der Doktor und das liebe Vieh aus den späten 1970er und 80er Jahren. Sie folgte auf den gleichnamigen Spielfilm von 1975 und spielt in den Yorkshire Dales. Die Serie basiert auf den Erzählungen des Tierarztes James Herriot.

## Grundlage
Der Serie liegen die Erzählungen des britischen Veterinärs James Alfred Wight (1916–1995) zugrunde, die er unter dem Pseudonym James Herriot veröffentlichte.
Der englische Originaltitel der Serie geht auf eine Zeile eines anglikanischen Kirchenliedes zurück:
| All Things Bright and Beautiful All creatures great and small All things wise and wonderful The Lord God made them all. |  | Alle Dinge klar und schön All’ Wesen groß und klein Alles klug und wundervoll Der Herr hat sie gemacht. |

## Handlung
Den frischgebackenen Tierarzt James Herriot verschlägt es in die englischen Yorkshire Dales, wo er in der Tierarztpraxis des exzentrischen Siegfried Farnon als Assistent anfängt. Neben Siegfried gibt es dort auch noch dessen jüngeren Bruder Tristan und Mrs. Hall, die Haushälterin. Im Laufe der Serie beginnt James, ein romantisches Interesse für die Farmerstochter Helen Alderson zu entwickeln.

## Besetzung und Synchronisation
Die deutsche Synchronisation wird bei der Digital Media Technologie GmbH in Hamburg unter Dialogregie von Yannik Raiss und nach Dialogbuch von Stephan Benson und Christos Topulos erstellt.
| Figur                         | Darsteller         | Deutscher Sprecher    | Staffel |
| ----------------------------- | ------------------ | --------------------- | ------- |
| James Herriot                 | Nicolas Ralph      | Jesse Grimm           | 1-      |
| Siegfried Farnon              | Samuel West        | Christian Rudolf      | 1-      |
| Tristan Farnon                | Callum Woodhouse   | David Berton          | 1–3, 5  |
| Audrey Hall                   | Anna Madeley       | Joey Cordevin         | 1-      |
| Helen Herriot (geb. Alderson) | Rachel Shenton     | Nadine Schreier       | 1-      |
| Jenny Alderson                | Imogen Clawson     | Elise Eikermann       | 1-      |
| Mrs. Pumphrey                 | Diana Rigg         | Angela Stresemann     | 1       |
| Mrs. Pumphrey                 | Patricia Hodge     | Angela Stresemann     | 2-      |
| Hugh Hulton                   | Matthew Lewis      | Johannes Semm         | 1–2     |
| Hannah Herriot                | Gabriel Quigley    |                       | 1–3     |
| James Herriot Sr.             | Drew Cain          | Mark Bremer           | 1–3     |
| Dorothy                       | Maimie McCoy       | Kristina von Weltzien | 1       |
| General Ransom                | Nigel Havers       | Wolfgang Riehm        |         |
| Gerald Hammond                | Will Thorp         | Marc Seidenberg       | 2-      |
| Richard Carmody               | James Anthony-Rose | Tim Kreuer            | 4       |

## Produktion
Die Serie, die in den Yorkshire Dales gedreht wurde, wird von Playground Entertainment und All3Media für Channel 5 im Vereinigten Königreich und Public Broadcasting Service in den USA produziert. Die Serie wurde in den südlicheren Yorkshire Dales gedreht, vorwiegend in Nidderdale und Wharfedale. Grassington in Wharfedale diente als Kulisse für die fiktive Stadt Darrowby. Für Szenen mit inneren Untersuchungen von Kühen wurde wegen geltender Tierschutzvorschriften ein künstliches Kuhhinterteil verwendet.
Im November 2020 wurde die Serie um eine zweite Staffel verlängert, die 2021 gedreht wurde und ebenfalls sechs Episoden und ein Weihnachtsspecial umfasst.
Im Januar 2022 wurde bekanntgegeben, dass eine dritte und vierte Staffel der Serie produziert werden sollen.
Im Februar 2024 gab PBS bekannt, dass die Serie um eine fünfte und sechste Staffel verlängert werde. Dazu werde Callum Woodhouse als Tristan Farnon zurückkehren.

## Episodenliste

### Staffel 1
| Nr. (ges.) | Nr. (St.) | Deutscher Titel         | Originaltitel              | Erstausstrahlung UK | Deutschsprachige Erstveröffentlichung (D/A) | Regie          | Drehbuch                    |
| --- | --------- | ----------------------- | -------------------------- | ------------------- | ------------------------------------------- | -------------- | --------------------------- |
| 1 | 1         | Aller Anfang ist schwer | You've Got to Dream        | 1. Sep. 2020        | 1. Dez. 2020                                | Brian Percival | Ben Vanstone                |
| Der junge Tierarzt James Herriot tritt eine Assistenzstelle in der Praxis von Dr. Farnon an. Prompt muss er sich um den ersten Patienten kümmern: ein verletztes Kalb. Und er lernt Helen kennen.       |           |                         |                            |                     |                                             |                |                             |
| 2 | 2         | Tristans Rückkehr       | Another Farnon?            | 8. Sep. 2020        | 1. Dez. 2020                                | Brian Percival | Ben Vanstone                |
| James holt Siegfrieds Bruder Tristan vom Bahnhof ab, der auch als Tierarzt in der Praxis arbeiten wird. Mrs. Pumphrey lädt James zu einer Party ein, bei der er Helens Partner Hugh kennenlernt.        |           |                         |                            |                     |                                             |                |                             |
| 3 | 3         | Das Wohl des Tieres     | Andante                    | 15. Sep. 2020       | 1. Dez. 2020                                | Metin Hüseyin  | Lisa Holdsworth             |
| Ein Zwischenfall mit einem Rennpferd stellt James’ Können auf eine harte Probe. Weil Tristan nicht mehr als Tierarzt arbeiten kann, versucht er sich jetzt als Geldeintreiber.                          |           |                         |                            |                     |                                             |                |                             |
| 4 | 4         | Strenge Diät            | A Tricki Case              | 22. Sep. 2020       | 1. Dez. 2020                                | Andy Hay       | Freddy Syborn               |
| James versucht, seine Bekanntschaft mit Helen zu vertiefen. Unterdessen gerät Mrs. Pumphreys Hündchen Tricki in eine schwere Notlage - und benötigt sofortige Rettung.                                  |           |                         |                            |                     |                                             |                |                             |
| 5 | 5         | Tag der offenen Tür     | All's Fair                 | 29. Sep. 2020       | 1. Dez. 2020                                | Metin Hüseyin  | Debbie O’Malley             |
| James nimmt als Tierarzt an der Darrowby-Show teil, wo er Nutz- und Haustiere beurteilen soll. Siegfried macht Bekanntschaft mit der attraktiven Dorothy, einer alleinstehenden Freundin von Mrs. Hall. |           |                         |                            |                     |                                             |                |                             |
| 6 | 6         | Auf Messers Schneide    | A Cure for All Ills        | 6. Okt. 2020        | 1. Dez. 2020                                | Andy Hay       | Julian Jones & Ben Vanstone |
| James versucht, eine erkrankte Kuh zu retten, die ein Farmer auf seine Empfehlung hin gekauft hat. Tristan führt auf eigene Faust einen riskanten Eingriff durch, den Siegfried untersagt hat.          |           |                         |                            |                     |                                             |                |                             |
| Weihnachtsspecial |           |                         |                            |                     |                                             |                |                             |
| 7 | 7         | Unter dem Mistelzweig   | The Night Before Christmas | 22. Dez. 2020       | 1. Dez. 2020                                | Andy Hay       | Ben Vanstone                |
| Weihnachten in Yorkshire. Nach langem Zögern öffnet Siegfried Tristans Prüfungsergebnisse. Helen begleitet James zum Arztbesuch bei der schwangeren Suzie.                                              |           |                         |                            |                     |                                             |                |                             |

### Staffel 2
| Nr. (ges.) | Nr. (St.) | Deutscher Titel             | Originaltitel      | Erstausstrahlung UK | Deutschsprachige Erstausstrahlung (D/A) | Regie          | Drehbuch           |
| --- | --------- | --------------------------- | ------------------ | ------------------- | --------------------------------------- | -------------- | ------------------ |
| 8 | 1         | Eine zweite Chance          | Where the Heart Is | 16. Sep. 2021       | 23. Dez. 2021                           | Brian Percival | Ben Vanstone       |
| Tierarzt James Herriot reist für einen kurzen Besuch nach Glasgow zurück - und erhält das Angebot, in der Praxis seines Mentors zu arbeiten. Lässt James das idyllische Yorkshire hinter sich?        |           |                             |                    |                     |                                         |                |                    |
| 9 | 2         | Die Kuh des Colonels        | Semper Progrediens | 23. Sep. 2021       | 23. Dez. 2021                           | Brian Percival | Ben Vanstone       |
| Der Frühlingsball steht an und James lässt sich überreden, Helen um eine Verabredung zu bitten. Doch der Abend verläuft nicht wie geplant. Tristan macht sich unterdessen ernste Sorgen um Siegfried. |           |                             |                    |                     |                                         |                |                    |
| 10 | 3         | Die Hoffnung stirbt zuletzt | We Can But Hope    | 30. Sep. 2021       | 24. Dez. 2021                           | Sasha Ransome  | Chloe Mi Lin Ewart |
| James und Helen müssen erste Schwierigkeiten in ihrer aufblühenden Romanze überwinden. Siegfried fasst einen neuen Plan, um Tristan endlich in Form zu bringen.                                       |           |                             |                    |                     |                                         |                |                    |
| 11 | 4         | Eine Sache des Vertrauens   | Many Happy Returns | 7. Okt. 2021        | 24. Dez. 2021                           | Sasha Ransome  | Debbie O’Malley    |
| Tristan hat Geburtstag. Doch das Geschenk seines Bruders versetzt ihn nicht gerade in Begeisterung. Kann sich Tristan endlich beweisen? James muss Helen einige unbequeme Wahrheiten beichten.        |           |                             |                    |                     |                                         |                |                    |
| 12 | 5         | Letzte Stunde, letzter Mann | The Last Man In    | 14. Okt. 2021       | 25. Dez. 2021                           | Andy Hay       | Debbie O’Malley    |
| Das jährliche Cricket-Match auf Mrs. Pumphreys Anwesen steht an. James muss es dabei mit einem überraschenden Widersacher im gegnerischen Team aufnehmen: Helens Ex-Verlobten Hugh.                   |           |                             |                    |                     |                                         |                |                    |
| 13 | 6         | Familienbesuch              | Home Truths        | 21. Okt. 2021       | 25. Dez. 2021                           | Andy Hay       | Ben Vanstone       |
| Zwischen Großbritannien und Nazi-Deutschland droht Krieg James teilt seinen Eltern unangenehme Nachrichten mit. Zudem muss er bei den Aldersons ein Fohlen zur Welt bringen.                          |           |                             |                    |                     |                                         |                |                    |
| Weihnachtsspecial |           |                             |                    |                     |                                         |                |                    |
| 14 | 7         | Einsame Weihnachten         | Christmas Special  | 24. Dez. 2021       | 26. Dez. 2021                           | Andy Hay       | Ben Vanstone       |
| Merry Christmas in Yorkshire: Im traditionellen Weihnachtsspecial der Tierarztserie wird es für James diesmal besonders romantisch. Läuten für ihn neben den Weihnachts- auch die Hochzeitsglocken?   |           |                             |                    |                     |                                         |                |                    |

### Staffel 3
| Nr. (ges.) | Nr. (St.) | Deutscher Titel            | Originaltitel           | Erstausstrahlung UK | Deutschsprachige Erstausstrahlung (D/A) | Regie            | Drehbuch           |
| --- | --------- | -------------------------- | ----------------------- | ------------------- | --------------------------------------- | ---------------- | ------------------ |
| 15 | 1         | Hochzeitsglocken           | Second Time Lucky       | 15. Sep. 2022       | 24. Dez. 2022                           | Brian Percival   | Ben Vanstone       |
| Frühjahr, 1939: Die Hochzeit von James und Helen steht bevor. James verpasst die Trauung fast, weil er noch eine verletzte Kuh zu versorgen versucht. Tristan und Siegfried verlieren unterdessen den Ring, auf den sie aufpassen wollten. Doch geht alles gut. |           |                            |                         |                     |                                         |                  |                    |
| 16 | 2         | Vergiftete Kälber          | Honeymoon's Over        | 22. Sep. 2022       | 24. Dez. 2022                           | Andy Hay         | Chloe Mi Lin Ewart |
| James will in Siegfrieds Praxis mehr mitreden - was zu Konflikten führt. Mit Helens Hilfe wird James auf die lukrativen Möglichkeiten eines neuen Tuberkulose-Tests für Rinder aufmerksam.                                                                      |           |                            |                         |                     |                                         |                  |                    |
| 17 | 3         | Der Pferdeflüsterer        | Surviving Siegfried     | 29. Sep. 2022       | 25. Dez. 2022                           | Brian Percival   | Ben Vanstone       |
| Siegfried erhält schlechte Nachrichten. Er lenkt sich mit der Behandlung eines traumatisierten Rennpferdes ab. James will die Bauern von seiner neuen Tuberkulose-Testmethode überzeugen.                                                                       |           |                            |                         |                     |                                         |                  |                    |
| 18 | 4         | Knall auf Fall             | What a Balls Up!        | 6. Okt. 2022        | 25. Dez. 2022                           | Andy Hay         | Chloe Mi Lin Ewart |
| James hat bei den Bauern endlich mit seinen Tests Erfolg. Wenn nur der Papierkram nicht wäre. Tristan kauft ein Auto, um für die Arbeit in der Praxis - und privat - flexibler zu sein.                                                                         |           |                            |                         |                     |                                         |                  |                    |
| 19 | 5         | Edward                     | Edward                  | 13. Okt. 2022       | 26. Dez. 2022                           | Andy Hay         | Karin Khan         |
| Mrs. Hall nimmt sich frei, um eine wichtige Person aus ihrer Vergangenheit wiederzusehen. Wie kommen Siegfried und Tristan ohne sie klar? Jenny hat eine wichtige Ankündigung für Helen.                                                                        |           |                            |                         |                     |                                         |                  |                    |
| 20 | 6         | Für wen die Stunde schlägt | For Whom the Bell Tolls | 20. Okt. 2022       | 26. Dez. 2022                           | Stewart Svaasand | Jamie Crichton     |
| James entdeckt einen Fall von Tuberkulose - ausgerechnet bei einem Tier seines Schwiegervaters. Muss der Bauernhof jetzt geschlossen werden? Tristan schmiedet unterdessen Heiratspläne.                                                                        |           |                            |                         |                     |                                         |                  |                    |
| Weihnachtsspecial |           |                            |                         |                     |                                         |                  |                    |
| 21 | 7         | Die roten Schuhe           | Merry Bloody Christmas  | 23. Dez. 2022       | 27. Dez. 2022                           | Stewart Svaasand | Ben Vanstone       |
| Christmas in Yorkshire: Im Hause Skeldale ist es in diesem Jahr voll wie nie zuvor. Wie verläuft das Weihnachtsfest in der großen Runde um Siegfried, James und Helen?                                                                                          |           |                            |                         |                     |                                         |                  |                    |

### Staffel 4
Frühjahr, 1940: Große Veränderungen prägen Skeldale House im englischen Yorkshire. James und Helen denken darüber nach, bald eine eigene Familie zu gründen. Deshalb hoffen sie, dass James nicht zum Kriegsdienst einberufen wird. Währenddessen ist im ganzen Haus die Abwesenheit von Tristan, der bereits in der Armee dient, schmerzlich zu spüren. Für Siegfried häuft sich daher die Arbeit in Haushalt und Praxis. Kann ihn der junge Londoner Student Richard als Assistent entlasten?
| Nr. (ges.) | Nr. (St.) | Deutscher Titel     | Originaltitel          | Erstausstrahlung UK | Deutschsprachige Erstveröffentlichung (Sky One) | Regie            | Drehbuch        |
| --- | --------- | ------------------- | ---------------------- | ------------------- | ----------------------------------------------- | ---------------- | --------------- |
| 22 | 1         | Ostern in Yorkshire | Broodiness             | 5. Okt. 2023        | 23. Dez. 2023                                   | Andy Hay         | Jamie Crichton  |
| Frühjahr, 1940: Ohne Tristan geht es in der Tierarzt-Praxis drunter und drüber. James hofft, dass ihm der Militärdienst erspart bleibt und er bald mit Helen eine Familie gründen kann.       |           |                     |                        |                     |                                                 |                  |                 |
| 23 | 2         | Carpe Diem          | Carpe Diem             | 12. Okt. 2023       | 23. Dez. 2023                                   | Andy Hay         | Helen Raynor    |
| Siegfried stellt eine erfahrene Buchhalterin ein, deren Art nicht bei allen Bewohnern von Skeldale House gut ankommt. James und Helen machen mit ihrer Familienplanung Ernst.                 |           |                     |                        |                     |                                                 |                  |                 |
| 24 | 3         | Zu dritt            | Right Hand Man         | 19. Okt. 2023       | 24. Dez. 2023*                                  | Stewart Svaasand | Maxine Alderton |
| Der Londoner Student Richard Carmody wird Siegfrieds neuer Assistent. Das sorgt für Spannungen zwischen Siegfried und James. Helen und James tun sich zudem schwer, Zeit für sich zu finden.  |           |                     |                        |                     |                                                 |                  |                 |
| 25 | 4         | Wissen ist Macht    | By the Book            | 26. Okt. 2023       | 24. Dez. 2023*                                  | Stewart Svaasand | Maxine Alderton |
| Carmody tut alles, um mit seinen Diensten bei den Eigentümern der Tiere besser anzukommen. Helen versucht, einem in Not geratenen Bauern zu helfen und mobilisiert dafür den ganzen Ort.      |           |                     |                        |                     |                                                 |                  |                 |
| 26 | 5         | Fahrstunden         | Pappers                | 2. Nov. 2023        | 25. Dez. 2023*                                  | Jordan Hogg      | Jamie Crichton  |
| Carmody nimmt endlich Fahrstunden und tut sich dabei schwerer als gedacht. Mrs. Hall trifft eine wichtige Entscheidung. Unterdessen wird die schlimmste Befürchtung von James und Helen wahr. |           |                     |                        |                     |                                                 |                  |                 |
| 27 | 6         | An der Heimatfront  | The Home Front         | 9. Nov. 2023        | 25. Dez. 2023*                                  | Stewart Svaasand | Jamie Crichton  |
| Helen fühlt sich in Skeldale überflüssig und kehrt nach Heston Grange zurück. Doch dort drängen Familiengeheimnisse zurück ans Licht. Auch Mrs. Hall muss sich entscheiden, wo sie hingehört. |           |                     |                        |                     |                                                 |                  |                 |
| Weihnachtsspecial |           |                     |                        |                     |                                                 |                  |                 |
| 28 | 7         | Weihnachtswunder    | On a Wing and a Prayer | 21. Dez. 2023       | 26. Dez. 2023 *                                 | Jordan Hogg      | Ben Vanstone    |
| Weihnachten in Skeldale House. Doch in Kriegszeiten ist das Fest der Liebe alles andere als sorgenfrei. Wie verbringen die verbliebenen Bewohner den Weihnachtsabend?                         |           |                     |                        |                     |                                                 |                  |                 |

### Staffel 5
| Nr. (ges.) | Nr. (St.) | Deutscher Titel           | Originaltitel       | Erstausstrahlung UK | Deutschsprachige Erstveröffentlichung (MagentaTV) | Regie            | Drehbuch        |
| --- | --------- | ------------------------- | ------------------- | ------------------- | ------------------------------------------------- | ---------------- | --------------- |
| 29 | 1         | Kriegswirren              | To All Our Boys     | 19. Sep. 2024       | 1. Feb. 2025                                      | Brian Percival   | Debbie O'Malley |
| James wird als Kriegspilot für untauglich eingestuft und lässt sich als Tierarzt nach Hause entlassen. Dort wurde Carmody, wegen James' Abwesenheit, ins kalte Wasser geworfen, in dem er sich bestens bewährt hat.                                                               |           |                           |                     |                     |                                                   |                  |                 |
| 30 | 2         | Regeln sind Regeln        | Holding the Baby    | 26. Sep. 2024       | 1. Feb. 2025                                      | Jamie Crichton   | Maxine Alderton |
| James hat seinen ersten Einsatz nach seiner Rückkehr und nimmt Jimmy mit, um Helen zu entlasten. Doch es ist gar nicht so einfach, voll mit den Gedanken bei der Arbeit und einem Baby zu sein.                                                                                   |           |                           |                     |                     |                                                   |                  |                 |
| 31 | 3         | Heimkehr                  | Homecoming          | 3. Okt. 2024        | 1. Feb. 2025                                      | Brian Percival   | Matt Evans      |
| Siegfried erreicht ein Telegramm von Tristan, der ankündigt, dass er heimkommt. Was Tristan nicht weiß, er kommt damit genau rechtzeitig zu Jimmys Taufe. Und obwohl er und Siegfried sich wirklich vermisst haben, schaffen sie es, sich über Lappalien in die Haare zu kriegen. |           |                           |                     |                     |                                                   |                  |                 |
| 32 | 4         | Schlangenjagd             | Uninvited Guests    | 10. Okt. 2024       | 1. Feb. 2025                                      | Stewart Svaasand | Maxine Alderton |
| Auch Carmody kehrt aus London zurück und es entsteht ein Streit um Tristans Zimmer – genau genommen um das Bett darin. Das Kennenlernen von Tristan und Carmody könnte nicht unglücklicher starten. Mrs. Hall versucht zu vermitteln …                                            |           |                           |                     |                     |                                                   |                  |                 |
| 33 | 5         | Skeldale oder Stipendium? | Pair Bond           | 17. Okt. 2024       | 1. Feb. 2025                                      | Andy Hay         | Robin French    |
| Carmody erhält ein Angebot für das begehrte Warner-Stipendium, das ihn aber in die Bredouille bringt. Freiwillig möchte er jetzt Skeldale nicht wieder verlassen, wo er sich endlich zu Hause fühlt.                                                                              |           |                           |                     |                     |                                                   |                  |                 |
| 34 | 6         | Delirium                  | Glass Half Full     | 24. Okt. 2024       | 1. Feb. 2025                                      | Andy Hay         | Debbie O'Malley |
| James erleidet einen Fieberanfall und benimmt sich den Patienten gegenüber äußerst seltsam. Die Praxis muss vorübergehend geschlossen werden. |           |                           |                     |                     |                                                   |                  |                 |
| Weihnachtsspecial |           |                           |                     |                     |                                                   |                  |                 |
| 35 | 7         | Lebenszeichen             | All God's Creatures | 23. Dez. 2024       | 1. Feb. 2025                                      | Andy Hay         | Jamie Crichton  |
| Für Mrs. Hall wird die Vorweihnachtszeit zur reinsten Hölle, als sie erfährt, dass das Schiff ihres Sohnes, Edward, versenkt wurde. Er ist nicht unter den Toten gelistet, aber ein Lebenszeichen bleibt auch aus.                                                                |           |                           |                     |                     |                                                   |                  |                 |

## Rezeption
- Mary McNamara von der Los Angeles Times fand die Fernsehserie im Vergleich mit der literarischen Vorlage enttäuschend, meinte aber, dass das vielleicht ihre eigene Schuld sei. Sie vergleicht die Serie mit James Herriots Büchern, für die sie eine Art fanatischer Liebe hege, und stößt sich an den vielen Abweichungen zur Vorlage. Abschließend erklärt sie jedoch, dass sie die Serie trotz aller Einschränkungen doch zufriedener mache als viele andere Fernsehserien, die sie kenne. In dem Moment, in dem sie vom Vergleich mit der literarischen Vorlage abgesehen habe, habe sie die Freude, den Trost und das behutsame, aber wirkungsvolle Drama entdeckt, das ihr versprochen worden sei.[12]
- Robert Lloyd von der Los Angeles Times konstatiert in einer Sammelkritik, die Serie präsentiere ein ländliches Idyll und es bereite große Freude mitzuerleben, wie James von den Einheimischen als Teil ihres Lebens akzeptiert werde. In Bezug auf Charaktere und Landschaft kommt er zum Schluss, der Zuschauer werde dazu gebracht, sich in diese Menschen und diesen Ort zu verlieben. Die gelungene Balance bei der Darstellung der guten alten Zeiten und der Tatsache, dass sich die Zeiten ändern, mache diese Serie zu einer erfüllenden Unterhaltung.[13]